# عبد العزيز الشطي
عبد العزيز الشطي (ولد في 30 أكتوبر 1990) وهو مبارز كويتي شارك في مسابقة سيف المبارزة الفردي (الإيبيه) في دورة الألعاب الأولمبية الصيفية 2016، وكان سجله 0-1. وشارك ضمن فريق الرياضيين الأولمبيين المستقلين بدلاً من تمثيل الكويت، حيث تم تعليق عضوية اللجنة الأولمبية الكويتية من قبل اللجنة الأولمبية الدولية (IOC) للمرة الثانية خلال خمس سنوات بسبب التدخل الحكومي.

## روابط خارجية
- "Fencer profile from Rio2016.com". مؤرشف من الأصل في 2016-08-24. اطلع عليه بتاريخ 2016-08-22.{{استشهاد ويب}}:  صيانة الاستشهاد: BOT: original URL status unknown (link)
- عبد العزيز الشطي  على موقع SportsReference  - سبورتس رفرنس